# M90ロケットランチャー
RBR-120 mm M90"Strsljen"(スズメバチの意)は、旧ユーゴスラビア連邦共和国で開発された対戦車ロケット擲弾発射器。のちに改良型のM91も開発された。
アメリカのM72 LAWと同様に繊維強化プラスチック製の発射筒が対戦車ロケット弾のコンテナ・ケースを兼用した使い捨ての構造となっている。ただし、M72 LAWや、そのソビエト連邦版であるRPG-18とは異なり、発射時に発射筒を引き出す必要はなく、フロント・サイトを起こせば、そのまま発射筒を肩に担いで使用することができる。